# Scutellaria laevis
Scutellaria laevis là một loài thực vật có hoa trong họ Hoa môi. Loài này được Shinners miêu tả khoa học đầu tiên năm 1962.